# Mestre de xadrez
Mestre de xadrez, mestre enxadrista (BRA) ou mestre xadrezista (PRT) é o enxadrista que detenha qualquer um dos títulos vitalícios concedidos pela FIDE, pelas confederações nacionais de enxadrismo e pela ICCF. Os enxadristas que estão na iminência de se tornarem mestres recebem o título de Candidato a Mestre (CM).

## FIDE
- Grande Mestre (GM)
- Grande Mestra (WGM)
- Mestre Internacional (MI)
- Mestre Internacional Feminino (WMI)
- Mestre Nacional (MN)
- Mestre FIDE
- Mestra FIDE (WFM)

## ICCF
- Grande Mestre Internacional de Xadrez Epistolar
- Mestre Internacional de Xadrez Epistolar
- Mestre Nacional de Xadrez Epistolar